# Sakahogi (Gifu)
Sakahogi (坂祝町 Sakahogi-chō?) es un pueblo localizado en la prefectura de Gifu, Japón. En octubre de 2019 tenía una población estimada de 8.329 habitantes y una densidad de población de 647 personas por km². Su área total es de 12,87 km².

## Geografía

### Localidades circundantes
- Prefectura de Gifu
  - Kakamigahara
  - Kani
  - Minokamo
  - Seki
- Prefectura de Aichi
  - Inuyama

## Demografía
Según los datos del censo japonés, esta es la población de Sakahogi en los últimos años.
| 1995  | 2000  | 2005  | 2010  | 2015  |
| ----- | ----- | ----- | ----- | ----- |
| 8.740 | 8.853 | 8.552 | 8.361 | 8.202 |